# Obraz Matki Bożej Pocieszenia (Szamotuły)
Obraz Matki Bożej Pocieszenia — obraz znajdujący się w bazylice kolegiackiej Matki Bożej Pocieszenia i św. Stanisława Biskupa w Szamotułach.

## Historia obrazu
Pierwotnym właściciel obrazu był kniaź moskiewski, który wraz z żoną trafił do niewoli króla Jana Kazimierza. Obraz spodobał się szlachcicowi Aleksandrowi Wolffowi (starosta feliński), który zapragnął mieć go na własność. Kniaź jednak nie chciał go sprzedać. Obraz udało się zdobyć dopiero po jego śmierci, gdy starosta odkupił go za znaczną kwotę od żony kniazia. Aleksander Wolff zostawszy dzierżawcą Szamotuł, przywiózł obraz do Szamotuł i umieścił w zamku. W kwietniu 1665 zauważono krwawe łzy na obrazie, co dwukrotnie potwierdziła komisja duchowna, obraz przeniesiono do skarbca kolegiaty, a następnie w dzień Trójcy Świętej 1666 w uroczystej procesji, w obecności ponad 11 tysięcy wiernych umieszczono w głównym ołtarzu, a rok później w oddzielnym, bocznym. XVII wiek to szczyt kultu obrazu, następnie na skutek wojen polsko-szwedzkich i biedy z tym związanej, klęsk, które nawiedziły Szamotuły, kradzieży w kolegiacie i zaborów kult zmalał, by z kolei wzrosnąć w czasie I wojny światowej. Podczas grabieży kolegiaty w 1941 roku obraz został uratowany przez kościelnego Henryka Ciężkiego. Dzięki staraniom księdza Albina Jakubczaka 20 września 1970 obraz został ukoronowany papieskimi koronami.

## Opis obrazu
Wizerunek jest ikoną ruską — kopią obrazu Matki Bożej Kazańskiej. Maryja trzyma dziecię na lewej ręce. Jezus stoi i prawą rękę ma uniesioną w geście błogosławieństwa. Dzieło jest niewielkich rozmiarów 26 x 32 cm, namalowane na desce przez nieznanego artystę. Oblicze jest ciemnej karnacji, szaty w odcieniu czerwonawym. Wyraz twarzy Maryi jest poważny, oczy ma duże i ciemne.

## Koronacja obrazu
3 grudnia 1969 papież Paweł VI wydał dekret zezwalający na koronację obrazu Matki Bożej Szamotuł Pani. Uroczystość koronacji odbyła się następnego roku 20 września. Mszę świętą pontyfikalną celebrował metropolita poznański abp Antoni Baraniak. Aktu koronacji dokonał kard. Stefan Wyszyński przy udziale metropolity poznańskiego, bpa Edmunda Nowickiego oraz hierarchów z Gorzowa, Płocka, Gniezna i Poznania. W uroczystości brało udział kilkuset kapłanów oraz ok. siedemdziesięciu tysięcy wiernych.

## Kult obrazu
Ilość wotów ofiarowanych świadczy o żywości i kultu obrazu. Król Jan Kazimierz ofiarował w 1668 srebrno-złotą sukienkę ozdobioną drogimi kamieniami oraz wieczną lampkę, która do chwili obecnej wisi przed głównym ołtarzem. W 1683 Jan Łęcki wyruszając na wyprawę wiedeńską obraz wziął ze sobą. Według tradycji, przed tym obrazem o. Stanisław Papczyński odprawił mszę św. na wzgórzu Kahlenberg przed bitwą z Turkami.